# Stjer (film)
Stjer is een Friese film uit 2021 van Emiel Stoffers, zanger van de Friese band De Hûnekop.
De actiekomedie van ruim twee uur bevat veel humor en muziek van Stoffers en De Hûnekop-gitarist Jeroen Seinstra. In de film volgen slapstickhumor, situaties, visuele grappen en woordspelingen elkaar in hoog tempo op.

## Reden
Omdat het Hünekopfestival vanwege de coronapandemie niet doorging en de optredens stopten, had Stoffers niet veel te doen.
Begin 2020 liet hij zich inspireren door de film Dolemite Is My Name, een film over een man die zelf een film maakte, met een klein budget. Tijdens de eerste corona lockdown lanceerde De Hûnekop op 1 april 2020 een zelfgemaakte trailer op haar website, met een link naar toegangskaarten. Dit was bedoeld als grap, maar Stoffers ontving echter veel e-mails van teleurgestelde mensen. Emiel Stoffers zocht hulp bij Janko Krist, die werkte bij Omrop Fryslân en programma's gemaakt heeft zoals als Man bijt hond. Dankzij veel sponsors en vrijwilligers kon de film gemaakt worden.

## Verhaal
Hünekop-zanger Emiel Stoffers wordt in de film gevolgd. Ondanks alle successen van De Hünekop is hij veranderd in een 'arrogant, egotrippend, narcistisch, vrouwonvriendelijk, cocaïne-snuivend buitenbeentje'.
Onder verdachte omstandigheden sterven er steeds meer bekende Friese artiesten. Zo worden Griet Wiersma en Anneke Douma opgeblazen. Al snel blijkt dat het om een seriemoordenaar gaat die het op Friese zangers gemunt heeft. Rechercheur Goaitske van Goaitsen, gespeeld door Bertrie Wierenga, onderzoekt de zaak en waarschuwt Emiel voor het gevaar. Emiel valt als een blok voor haar. Uit vrees voor zijn leven besluit hij de Amsterdamse zwerver 'Freddy' in te schakelen om zijn plaats als zanger van De Hûnekop in te nemen. Emiel wordt zelf Freddy's manager. Maar Freddy verstaat geen Fries en weet dus niet precies waarom hij Freddy's plaats in moet nemen.

## Spelers
Een groot aantal artiesten en bekende Friezen spelen in de film, zoals Johannes Rypma, Twarres, Gewoon Bram, Femke en Elske DeWall, Oele Plop en Frerik de Swetser, maar ook Iris Kroes, Boer Frans, Teake van der Meer en De Doelleazen. In de film is ook een rol weggelegd voor de twaalfjarige Hünekop-fan Donny. De detectiverol wordt gespeeld door de Leeuwarder actrice Bertrie Wierenga, bekend van de soapserie Goede tijden, slechte tijden.

## Ontvangst
De film is in diverse bioscopen in Friesland vertoond, en trok totaal 15.000 bezoekers.